# Pierre Jallatte
Pour les articles homonymes, voir Jallatte.
Pierre Jallatte, né le 25 juin 1918 à Valence (Drôme, France) et mort le 8 juin 2007 à Nîmes (France), est un chef d'entreprise et résistant français.

## Biographie

### Famille
Il a deux frères : Jean, résistant, assassiné en 1944, et Charly-Sam, médecin et membre de l'Académie de Nîmes.

### Carrière

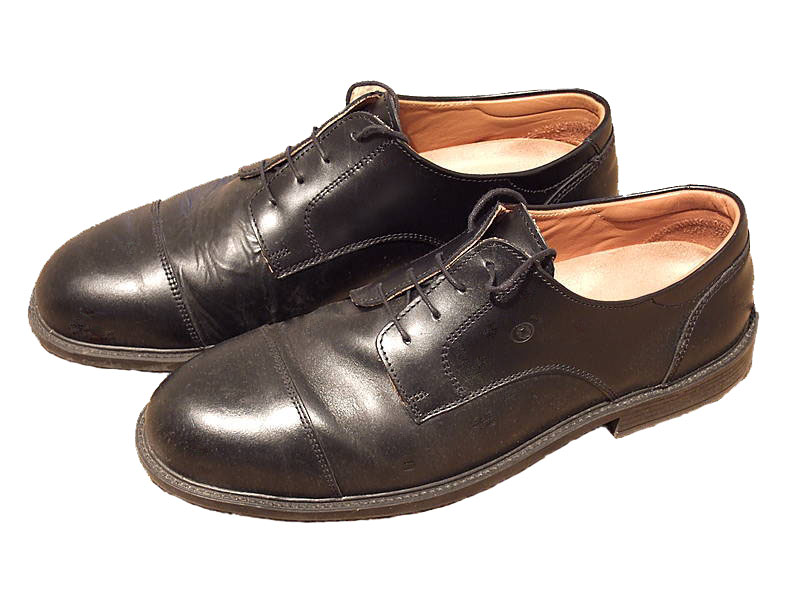
Une paire de chaussures de la marque Jallatte.

Il reprit en 1947 l'entreprise familiale de galoches sise à Saint-Hippolyte-du-Fort pour la transformer après un voyage d'étude aux États-Unis en l'une des plus grandes fabriques de chaussures de sécurité de France. Comme patron, Pierre Jallatte est reconnu pour sa grande générosité et pour avoir partagé avec ses ouvriers les bénéfices de son entreprise.
Peut-être à la suite du décès de son fils en 1964, il vend sa société au groupe Révillon en 1967.
Il se retire en 1983 alors que l'entreprise Jallatte en difficulté est sauvée par une fusion avec l'italien Almar. Le groupe est racheté en 2005 par un consortium de banques anglo-américaines mené par Bank of America et Goldman Sachs. L'évolution du marché pourtant devenu international et l'appétit grandissant des actionnaires incite les actuels dirigeants de la société à délocaliser massivement les activités en Tunisie.
En 1992, il soutient une thèse de doctorat en science politique sous la direction de Michel Lacave.

### Mort
Pierre Jallatte s'est donné la mort le 8 juin 2007 à Nîmes après avoir appris que la majorité des ouvriers travaillant encore en France seraient licenciés pour cause de délocalisation.